# We Are Never Ever Getting Back Together (pjesma Taylor Swift)
"We Are Never Ever Getting Back Together" pjesma je američke kantautorice Taylor Swift s njenog četvrtog studijskog albuma Red (2012). Swift je napisala pjesmu zajedno sa svojim producentima, Maxom Martinom i Shellbackom. Pjesma je objavljena kao glavni singl s Reda 13. kolovoza 2012, Big Machine Records. Njezini tekstovi prikazuju Swiftine frustracije kod bivšeg ljubavnika koji želi ponovno započeti njihov odnos. Pjesma je dobila nominaciju za Grammy za album godine. Također je dobila nagradu People's Choice Awards za omiljenu pjesmu godine.
Pjesma je bila trenutni komercijalni uspjeh, postala je prva na ljestvicama Billboard Hot 100 u Sjedinjenim Američkim Državama, kao i prva pjesma koja je zadržala prvo mjesto više od tjedan dana. Osim toga, pjesma je također nadmašila ljestvice u Kanadi i Novom Zelandu, dok je stigla do prvih pet u Australija, Japan, Južna Koreja, Irska, Izrael i Ujedinjeno Kraljevstvo. Glazbeni spot za pjesmu objavljen je u kolovozu 2012. To je bio prvi glazbeni video koji je predstavljen u 4K rezoluciji i dobio pozitivne kritike kritičara. Do danas je na usluzi YouTube primio više od 560 milijuna prikaza. CD singl objavljen je u rujnu 2012.

## O pjesmi i glazbenom spotu
Nakon što je napisala Speak Now (2010) u potpunosti sama, Swift je odlučila surađivati s različitim tekstopiscima i producentima za Red. Tako je nazvala Maxa Martina i Shellbeka, dvojicu tekstopisaca i producenata kojima se divila, kako bi razgovarali o mogućoj suradnji. Trio je zamislio koncept za pjesmu "We Are Never Ever Getting Back Together" te ubrzo nakon što je prijatelj od Swiftinog bivšeg dečka ušao u studio za snimanje i počeo pričao o glasinama da je čuo da se Swift i njezin bivši ponovno vraćaju zajedno. Nakon što je prijatelj otišao, Martin i Shellback zatražili su od pjevačice da im objasni pojedinosti o vezi, koje je opisala kao "raskidanje, ponovno okupljanje, raspadanje, ponovno okupljanje, samo, uostalom, najgore". Kada je Martin predložio da pišu o incidentu. Swift je počela svirati gitaru i pjevati: "We are never...", a pjesma je brzo tekla. 
Pjesma je navodno o Swiftovom bivšem, Jakeu Gyllenhaalu, jer su navodno prekinuli u siječnju 2011., ali su se vidjeli nekoliko dana kasnije. Nakon objavljivanja glazbenog videa, pojavilo se u više tragova koji povezuju pjesmu s Gyllenhaalom.  Glazbeni spot za pjesmu premijerno je prikazan 30. kolovoza 2012.

## Ljestvice
| Ljestvice                  | Najviša pozicija |
| -------------------------- | ---------------- |
| Australija                 | 3                |
| Austrija                   | 22               |
| Belgija                    | 26               |
| Brazil                     | 63               |
| Češka                      | 26               |
| Danska                     | 18               |
| Francuska                  | 18               |
| Irska                      | 4                |
| Kanada                     | 1                |
| Mađarska                   | 9                |
| Nizozemska                 | 24               |
| Njemačka                   | 21               |
| Novi Zeland                | 1                |
| Sjedinjene Američke Države | 1                |
| Ujedinjeno Kraljevstvo     | 1                |